# Marc Groenen
Marc Groenen es historiador del arte, prehistoriador y filósofo de las ciencias, profesor honorario de la Universidad Libre de Bruselas (ULB). Sus investigaciones se centran en el universo socio-cognitivo, conductual y estético del Hombre del Paleolítico superior (35.000-9.000 a. C.).

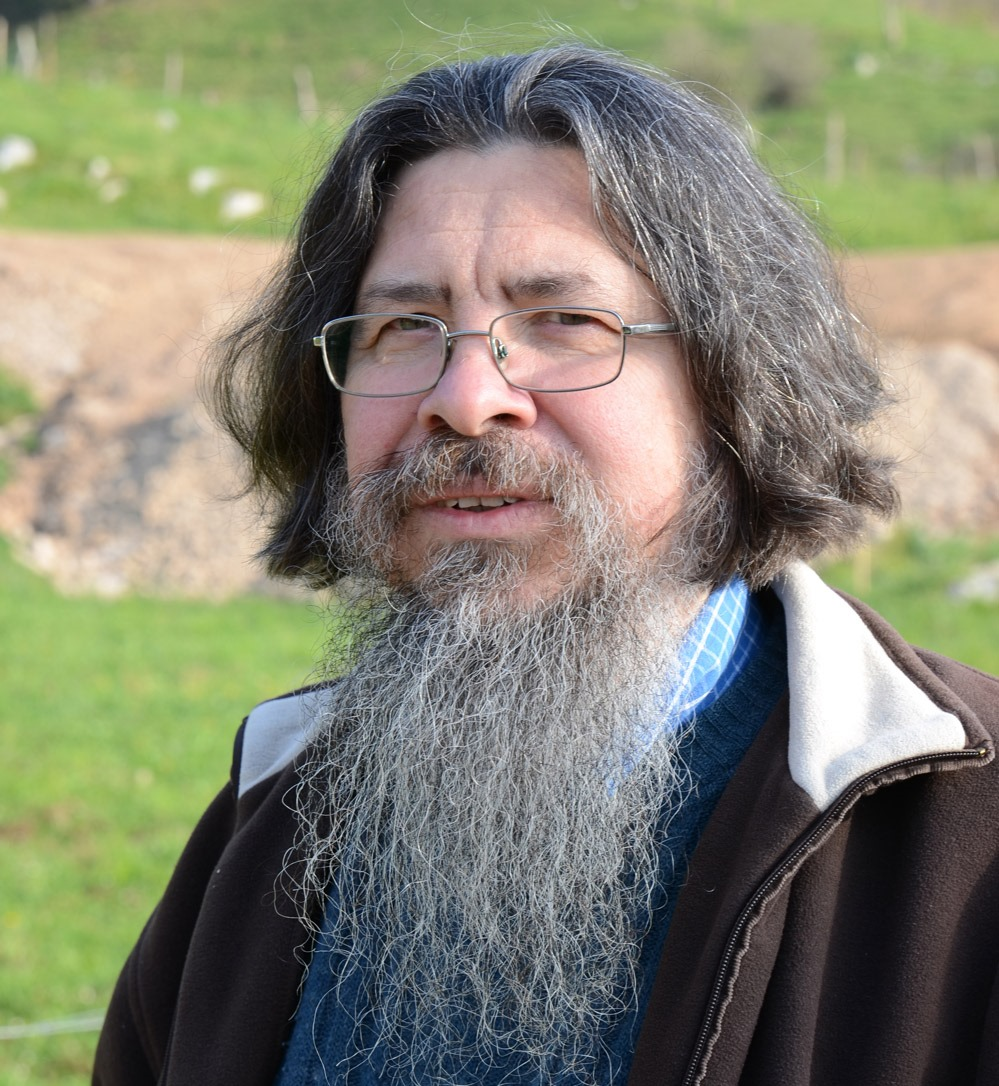
Marc Groenen

En contra de las creencias populares sobre la prehistoria, Marc Groenen muestra que los hombres y las mujeres del Paleolítico eran capaces de innovaciones técnicas, de adaptación fina a medios variados y de expresión simbólica elaborada. Recuerda la diversidad de los hábitats, la existencia de intercambios a largas distancias, revelando redes de comunicación eficaces. Destaca la complejidad de los comportamientos sociales y la transmisión de conocimientos y saber-hacer. Pero sobre todo, demuestra que las sociedades paleolíticas contaban entre ellas pintores, grabadores y escultores cuyas competencias gráficas eran comparables a las de los artistas de las épocas históricas.
Se dedica también a conocer mejor las prácticas estéticas y metafísicas paleolíticas, en particular mediante el estudio del arte parietal y del arte mueble. Para él, los motivos parietales se organizan en función de las particularidades naturales de las paredes y de la estructura arquitectónica de las cavidades, lo que le lleva a considerar el espacio subterráneo como una arquitectura decorada, y no como una colección de paneles adornados. Para los artistas paleolíticos, espacio físico y espacio simbólico no se confundían, lo que tematiza con la noción de espacio vivido.
Este enfoque cruzado se ha aplicado de manera analítica a las cuevas cántabras del Monte Castillo (Patrimonio Mundial de la UNESCO), y más particularmente a la cueva de El Castillo y a la de La Pasiega, pero también a algunas cuevas del Suroeste francés, tal como Pair-non-Pair en Gironde. Marc Groenen se interesa en particular por la forma en que la obra de arte paleolítica debe ser vista y cuestionada.

## Historiografía
Los trabajos historiográficos de Marc Groenen se inscriben en un enfoque crítico que pretende cuestionar los fundamentos epistemológicos y las configuraciones que han dado forma a la historia de la prehistoria como disciplina científica. Lejos de limitarse a una simple reconstrucción factual de las etapas del desarrollo de la disciplina, se esfuerza por poner en evidencia las condiciones culturales, ideológicas y teóricas que orientaron el surgimiento y la evolución de los discursos sobre la prehistoria. En su obra Pour une histoire de la préhistoire, propone un análisis de los paradigmas que han dominado en la interpretación de las sociedades paleolíticas, destacando los marcos metodológicos y epistemológicos que han estructurado la lectura de los testigos arqueológicos y las manifestaciones artísticas. Este enfoque crítico se complementa con una atención particular a los actores de la disciplina: a través de su estudio dedicado a François Daleau y varios artículos sobre las complejas relaciones entre algunos pioneros olvidados o marginados, Marc Groenen revalúa su lugar en la historia de la prehistoria. Por último, su análisis del pensamiento de André Leroi-Gourhan, sobre todo desde el punto de vista filosófico y estético, atestigua su preocupación constante por situar las teorías estructurantes de la prehistoria en una perspectiva antropológica global. El conjunto de sus investigaciones tiene como objetivo no tanto restituir la prehistoria como un dominio de conocimientos empíricos sino como un campo de pensamiento atravesado por opciones interpretativas y visiones del mundo históricamente arraigadas.

## Paleocognición
Marie-Christine Groenen es psicóloga social y fotógrafa. Trabaja desde siempre con Marc Groenen en las cuevas decoradas paleolíticas. Desean explorar aquí el tema de la paleocognición como movilización de procesos cognitivos complejos en la producción artística del Paleolítico superior. La dirección general de esta investigación consiste en reinscribir las obras de arte parietal y mueble en un marco de análisis donde la cognición humana - visual, motora, espacial y simbólica - es activamente solicitada y históricamente situada. Lejos de limitarse a una perspectiva iconográfica o estilística, los autores se esfuerzan por reconstruir las modalidades de aprendizaje, de transmisión y de implementación de los saber-hacer gráficos. A través del estudio de los rastros materiales y de los procedimientos técnicos, muestran que estas producciones implican no solo una pericia, sino también esquemas mentales elaborados, intenciones estéticas precisas y una anticipación de la recepción de la imagen - lo que llaman una "metacognición social". Al hacerlo, esta investigación se inscribe en una perspectiva interdisciplinaria que moviliza a la vez la psicología cognitiva, la neuro-estética, la arqueología y la historia del arte, para poner de relieve las capacidades representativas de los artistas prehistóricos y las condiciones sociales de su surgimiento.

## Distinciones
- Premio "Bastón de mando" recibido el 18.11.2024 de la Sociedad Prehistórica de Cantabria en homenaje a sus trabajos en las cuevas decoradas de Cantabria.[13]
- Premio 2021 "Eugene Bastide" recibido de la Academia nacional de las Ciencias, Bellas Letras y Artes de Burdeos para el libro sobre "François Daleau, fondateur de l'archéologie préhistorique"[14].
- Grand Officier de l'Ordre de Léopold II - prise de rang le 15.11.2007[15].